# Agumon
Agumon is een fictief wezen uit de Digimon-franchise, die bestaat uit anime, manga, speelgoed, videogames en kaarten. Agumon is een Rookie-level Digimon van het type Reptiel en is een van de meest iconische en herkenbare Digimon-personages binnen de franchise. Hij staat vooral bekend als de partner van Taichi "Tai" Kamiya in de originele serie Digimon Adventure. 

## Ontwerp en kenmerken
Agumon is een kleine, oranje dinosaurusachtige Digimon met groene ogen, scherpe klauwen en een stevige bouw. Zijn uiterlijk is losjes gebaseerd op een baby-Tyrannosaurus rex. Ondanks zijn kleine formaat is Agumon krachtig en vastberaden, en wordt hij vaak gepresenteerd als moedig en beschermend. Agumon's kenmerkende aanval is Pepper Breath (in het Japans: Baby Flame), waarbij hij een vuurbal uit zijn mond schiet. 

### Evolutielijn
Agumon heeft door de series heen verschillende evolutieniveaus (digivolutions). De bekendste lijn is:
- In-Training: Koromon
- Rookie: Agumon
- Champion: Greymon
- Ultimate: MetalGreymon
- Mega: WarGreymon

Afhankelijk van de serie of het spel kan Agumon ook andere vormen aannemen, zoals SkullGreymon of ShineGreymon. In latere seizoenen en games zijn ook alternatieve versies van Agumon geïntroduceerd, zoals BlackAgumon of Agumon (2006-versie).  